# Rigidomastix
Rigidomastigidae
Famille
Genre
Rigidomastix, unique représentant de la famille des Rigidomastigidae, est un genre d'Amibozoaires de l'ordre des Phalansteriida (classe des Variosea).

## Étymologie
Le nom de genre Rigidomastix, est dérivé du latin rigidus « raide, dur », et du grec moderne μαστιγ / mastig « fouet », en référence à son flagelle immobile.

## Description
A. Alëxéieff, en 1929, décrit ainsi le nouveau genre et son espèce type : « Rigidomastix coprocola nov. gen., nov. sp. Sous ce nom, je désignerai un petit flagellé ayant la taille de 8 µm au maximum et qui parfois ne mesure que 3 µm de diamètre. Les individus sont sphériques ou piriformes avec un flagelle dont la longueur dépasse 5 ou 6 fois celle du corps (ainsi la figure XI, 4, représente un individu de 6 µm avec le flagelle de 35 µm) ; ce flagelle présente cette particularité qu'il est tout à fait immobile, ou effectue des oscillations extrêmement lentes et de faible amplitude. Certains individus sont entourés d'une mince couche mucilagineuse que le flagelle traverse. Le noyau présente presque toujours une situation excentrique ; il contient un caryosome (en) central et des granules de chromatine périphérique. Dans le plasma, on observe des vacuoles digestives qui renferment les bactéries ingérées.
Je ne saurais décider si c'est à ce flagellé qu'il faut rapporter les colonies de 8-32 individus arrondis, de 3 µm de diamètre, sans flagelle, plongés dans une substance mucilagineuse commune (fig. XI, 1), ou au genre Oikomonas Kent, 1880 (algue Ochrophyte de la famille des Chromulinaceae). La même structure du protocaryon et les inclusions dans les vacuoles digestives plaident en faveur de cette manière de voir (c'est-à-dire pour le genre Rigidomastix). Ce serait là une multiplication à l'état palmelloïde, comme je l'ai décrit pour certaines espèces de Monas. »

## Liste des espèces
Selon The Taxonomicon (15 mars 2025) :
- Rigidomastix coprocola Aléxéieff, 1929 : espèce type

Selon Susan Mary Tong (1994) :
- Rigidomastix coprocola Alexeieff, 1929 : espèce type
- Rigidomastix devoratum Tong, 1997 : similaire à Rhizomonas setigera Patterson et al, 1993
- Rigidomastix scincorum Bovee et Telford, 1962 : ce protiste appartient à un autre genre et doit être renommé

Selon Cavalier-Smith et J.M. Scoble (2013) :
- Rigidomastix coprocola Alexeieff, 1929 : espèce type
- Rigidomastix devoratum Tong, 1997 : Incisomonas devoratum Scoble & Cavalier-Smith,
- Rigidomastix scincorum, Bovee et Telford, 1962 : autre genre

Selon IRMNG (15 mars 2025) :
- Rigidomastix devoratum Tong, 1997

## Systématique
Le nom valide complet (avec auteur) de ce taxon est Rigidomastix Alexeieff (d), 1929.
Plusieurs classifications et travaux notamment la base The Taxonomicon (16 mars 2025) et l'article de Cavalier-Smith et al., renvoient l'espèce Rigidomastix devoratum Tong 1997 à l'espèce Incisomonas devorata Tong, 1997, qui est un protozoaire de l'Embranchement des Bigyra de la classe des Nanomonadea, l'Ordre des Uniciliatida et la Famille des Incisomonadidae.
Quant à l'espèce Rigidomastix scincorum Bovee & Telford, 1962, certains auteurs ne la considèrent pas comme un Rigidomastix,.

## Publication originale
- A. Alëxéieff, « Matériaux pour servir à l'étude des protistes coprozoïtes », Archives de zoologie expérimentale et générale, Paris, vol. 68,‎ 1929, p. 609-698 + planches III-XI (ISSN 0003-9667, lire en ligne [PDF]).